# Synopsis Florae Germanicae et Helveticae
Synopsis Florae Germanicae et Helveticae (abreviado Syn. Fl. Germ. Helv.) libro de botánica escrito por el médico, botánico, briólogo, pteridólogo y algólogo alemán, Wilhelm Daniel Joseph Koch, publicado en el año 1835-1837.

## Publicación
Edición 1, vol. 1: sec. 1, p. [1]-352, 1835; sec. 2, p. 353-844, 1837; index, [i], [1]-102, 1838